# 普尼
普尼（法語：Pougny，法語發音：[puɲi]）是法国东部安省的一个市镇，属于热克斯区。

## 地理
普尼（46°8'23"N, 5°56'58"E）面积7.77 平方千米，位于法国奥弗涅-罗讷-阿尔卑斯大区安省，该省份为法国东部省份，北起汝拉省，西北接索恩-卢瓦尔省，西接罗讷省和里昂大都会，南至伊泽尔省，东与萨瓦省、上萨瓦省和瑞士接壤。
与普尼接壤的市镇（或旧市镇、城区）包括：沙莱克斯、科隆日、法尔日、佩龙、维尔邦斯、尚西。

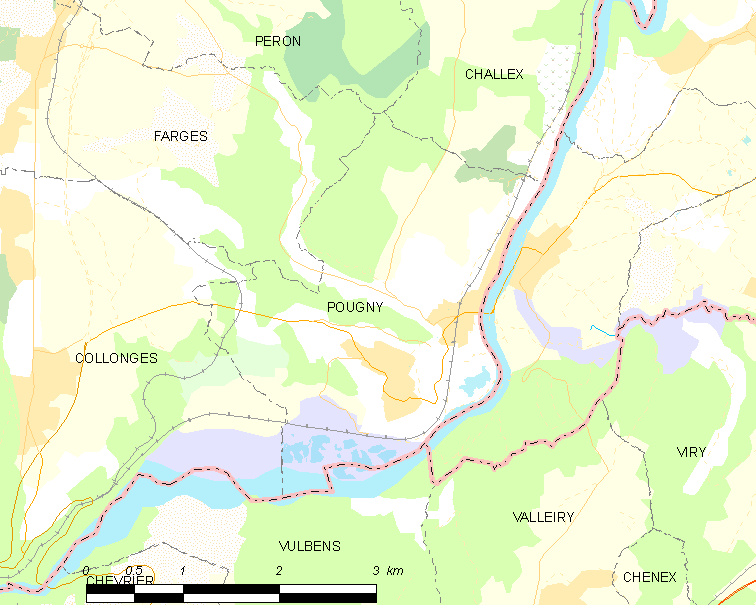
普尼的OSM定位图

普尼的时区为UTC+01:00、UTC+02:00（夏令时）。

## 行政
普尼的邮政编码为01550，INSEE市镇编码为01308。

## 政治
普尼所属的省级选区为图瓦里县。

## 人口

1962-2008年间普尼人口变化图示

普尼于2022年1月1日时的人口数量为792人。